# أنتوني براون (موسيقي)
أنتوني براون (بالإنجليزية: Anthony Brown)‏ هو موسيقي وكاتب أغاني أمريكي، ولد في 22 أكتوبر 1981.

## وصلات خارجية
- أنتوني براون على موقع ميوزك برينز (الإنجليزية)